# Гринфилд (Индијана)
Гринфилд (енгл. Greenfield) град је у америчкој савезној држави Индијана.

## Демографија
По попису из 2010. године број становника је 20.602, што је 6.002 (41,1%) становника више него 2000. године.
| Група             | 2000.          | 2010.          |
| Белци             | 14.215 (97,4%) | 19.670 (95,5%) |
| Афроамериканци    | 8 (0,1%)       | 121 (0,6%)     |
| Азијати           | 78 (0,5%)      | 174 (0,8%)     |
| Хиспаноамериканци | 186 (1,3%)     | 368 (1,8%)     |
| Укупно            | 14.600         | 20.602         |